# 猎鹰 (漫画)
獵鷹（英語：Falcon），真名山姆·威尔森（Sam Wilson），是出现在漫威漫画漫画书中的一位虚构的超级英雄，由作家兼编辑斯坦·李和艺术家吉恩·科拉尼创作，首次出现于《美国队长》第117期 (1969年9月)。这一角色是主流漫画上第一位非裔美国超级英雄。
猎鹰的已故侄子是绿巨人的朋友吉姆·威尔逊，后者是漫画书中公开是人类免疫缺陷病毒阳性的角色之一。吉姆·威尔森的父亲基甸·威尔森（Gideon Wilson）将会加入伽马军团。基甸可能是山姆的哥哥。山姆同样有一个名为莎拉·卡斯帕（Sarah Casper）的妹妹以及一个名为乔迪·卡斯帕（Jody Casper）的侄女。
2011年5月，在IGN评选的漫画书史上最伟大英雄中，猎鹰占据第96名。

## 人物簡介
山繆·湯馬斯·“山姆”·威爾森（Samuel Thomas "Sam" Wilson）在一个充斥着街头暴力与帮派斗争的黑人住宅区长大，父親是一名为了阻止一场争斗而意外丧生的牧師，山姆强忍心中的悲痛与愤怒，尽可能保持理性地生活着，直到两年后一个走私贩子杀死了他的母亲，多年积怨的复仇情绪将山姆的性情彻底改变，一个备受尊敬的有志青年变成了为暴徒工作的诈欺犯。
在一次巴西里约热内卢的交易事件中，山姆駕駛的飞机坠落在偏僻的加勒比岛，红骷髅利用山姆的體內残存的善良将其打入复仇者聯盟的内部，并利用宇宙魔方赋予了山姆与鸟类沟通的能力，「猎鹰」就这样诞生了。之后猎鹰结识了「美国队长」史提夫·罗杰斯，经过美国队长的指导和培训，两人联手打败红骷髅及其团伙，山姆回到美國纽约后成为美国队长的助手，并在黑豹的技术支持下配备了一副高科技金属翅膀，期间加入复仇者联盟。
然而神盾局用「电击疗法」发现了他污点斑驳的黑暗过去。这个污点英雄多次遭遇通缉追杀，队长和他一起击退了这些恶势力。
猎鹰并不是个特别合群的英雄，由于前科的曝光，他更加介意其他的复仇者的评头论足，于是很快便离开了复仇者联盟。

## 裝備和武器
獵鷹的制服是一副可以拆卸下來的高科技機械翅膀。翅膀類似一副噴氣式動力滑翔翼，由輕質鈦肋骨和聚酯薄膜所組成。在機械翅膀上覆蓋著一層薄薄的太陽能接收器，能將光能轉換成電能，用於供應他的制服和靴子上的微型高速風扇，機械翅膀可以從他的制服脫離及復位。他的美國隊長制服是由一種合成的彈力織物製成，內襯有一個鋼合金網。
在2004年的大事件後，黑豹給獵鷹提供了一套新的制服和鷹形的機械翅膀，翅膀可以發出光能影像，翼展能高達50英呎（15米）。通過控制鏈路，機械翅膀可以立即重組合成「幾十個不同的巡航配置」。一個「磁力驅動」可以提供能獲得「獵鷹空降」的推力。發射器還具有防止衛星追蹤的全球定位系統的干擾裝置，而堅硬的輕型機翼能干擾紅外線跟蹤。獵鷹可以通過一套由汎合金製成的制服抵抗輕武器的射擊。獵鷹穿著的制服的整個系統都是通過獵鷹的面具來實行控制，在制服上有一個隱藏的「爪子」，上面有機械繩索用於鉤住對手與目標，這些「爪子」在爬坡、身體擺動以及翅膀脫落的時候非常有用。制服上的遮陽板擁有各種功能，包括紅外線夜視鏡，紅外線物體成像，遠程成像傳感器以及可以360度全方位的視覺激活設備，儀表板上也有一個波段接收機和信號發射機。
在獵鷹被失去超級士兵血清的美國隊長選為新任的美國隊長後，繼承了他所使用的汎合金圓盾。

## 能力
獵鷹能與自己的寵物鳥「紅翼」有著心靈感應，更能擴散到其他鳥類，使他能更輕易地找到罪犯、認出偽裝和行俠仗義，他也可以訪問鳥的記憶，更能在受傷或被制伏時喚來鳥群好逃生或反擊。
獵鷹本身也是個優秀的武術家和運動好手，並接受過美國隊長的訓練。
獵鷹是在漫威宇宙裡空戰技能最頂尖的專家之一，甚至比鋼鐵人和驚奇女士（卡蘿·丹弗斯，現任驚奇隊長）都來得厲害。

## 其他媒體

### 電影

安东尼·麦基在2014年影片《美国队长2》中饰演猎鹰的角色海报

- 漫威電影宇宙：由安東尼·麥基飾演山姆·威爾森／猎鹰／美国队长（英语：Sam Wilson (Marvel Cinematic Universe)）。而獵鷹在漫畫中的寵物「紅翼」，在電影宇宙裡是一部無人機，協助獵鷹執行任務。
  - 《美國隊長2》（2014年）
  - 《復仇者聯盟2：奧創紀元》（2015年）：於片尾加入了復仇者聯盟。
  - 《蟻人》（2015年）：看守「復仇者基地」，和潛入基地偷盜零件的史考特·朗恩打了一戰。
  - 《美國隊長3：英雄內戰》（2016年）：加入以美國隊長為首的反註冊派，曾和註冊派大戰被捕後關於浮沉監獄（英语：The Raft *(comics)），結局因美國隊長劫獄而獲釋。
  - 《復仇者聯盟3：無限之戰》（2018年）：和史蒂芬及娜塔莎援助被亡刃和暗夜比鄰星伏擊的幻視和緋紅女巫，在薩諾斯之响指下灰飛煙滅。
  - 《復仇者聯盟4：終局之戰》（2019年）：在浩克之响指下復活，其後參加大混戰以抗擊由過去時空穿越的薩諾斯及其大軍，大戰後繼承了美國隊長所使用的汎合金圓盾，成為新任美國隊長。
  - 《美國隊長：無畏新世界》（2025年）：正式成为美国队长后继续打击犯罪。
  - 《復仇者聯盟：末日之戰》（2026年）

### 電視
- 漫威電影宇宙：由安東尼·麥基回歸飾演山姆·威爾森。
  - 《獵鷹與酷寒戰士》（2021年）：獵鷹與「酷寒戰士」踏上驚心動魄的諜報公路旅行，他在旅途中明白了繼承「美國隊長」使命的價值。
  - 《無限可能：假如…？》第三季（2024年）：動畫劇集，配音演出。

### 遊戲
- 《漫威：未來之戰》：手機遊戲，獵鷹是玩家可使用角色之一。
- 《漫威超級戰爭》

### 遊樂設施
- 《復仇者聯盟：量子邂逅》（Avengers: Quantum Encounter）：迪士尼郵輪用餐體驗，由安東尼·麥基飾演「美國隊長」山姆·威爾森。